# 卡内尔河畔凯当日
卡内尔河畔凯当日（法語：Kédange-sur-Canner，法語發音：[kedɑ̃ʒ syʁ kanɛʁ]；洛林法兰克语：Kedéngen）是法国摩泽尔省的一个市镇，位于该省西北部，属于蒂永维尔区。

## 地理
卡内尔河畔凯当日（49°18'30"N, 6°20'24"E）面积3.91 平方千米，位于法国大東部大區摩泽尔省，该省份为法国东北部内陆省份，是洛林的一部分，西南接默尔特-摩泽尔省，东临下莱茵省，北与卢森堡和德国接壤。
与卡内尔河畔凯当日接壤的市镇（或旧市镇、城区）包括：翁堡-比当日、比丹、克朗、梅策雷什。
卡内尔河畔凯当日的时区为UTC+01:00、UTC+02:00（夏令时）。

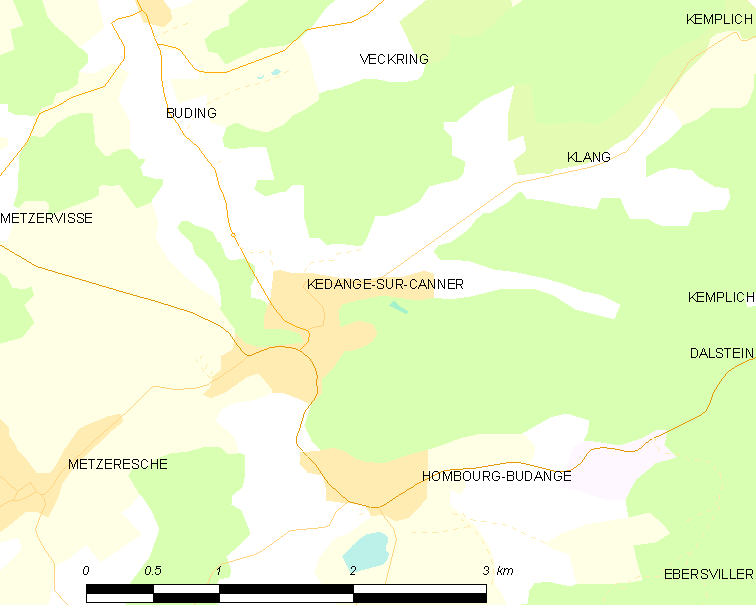
卡内尔河畔凯当日的OSM定位图

## 行政
卡内尔河畔凯当日的邮政编码为57920，INSEE市镇编码为57358。

## 政治
卡内尔河畔凯当日所属的省级选区为梅采维斯县。

## 人口

1962-2008年间卡内尔河畔凯当日人口变化图示

卡内尔河畔凯当日于2022年1月1日时的人口数量为1060人。